# Chaque minute
Chaque minute är en svensk kortfilm från 2008 i regi av Elisabeth Marjanović Cronvall. I rollerna ses bland andra Cassandra Jenner, Simon J. Berger och Anna Bjelkerud.

## Handling
Filmen utspelar sig på Leifs 60-årskalas där en brokig skara gäster har samlats: Roland som inte kan hantera sin skilsmässa, 16-åriga Siri som tjuvdricker sprit och Henrik som håller på att tappa greppet om tillvaron.

## Medverkande
- Cassandra Jenner
- Simon J. Berger	– Henrik
- Anna Bjelkerud – Monika
- Mats Blomgren – Lasse
- Per Johansson – Leif
- Lars Väringer – Roland

## Om filmen
Filmen producerades av Marjanović Cronvall och Marta Dauliute och fotades av Martin Pålsheden. Manuset skrevs av Marjanović Cronvall som även klippte filmen tillsammans med Charlotte Berglin. Filmen visades på Göteborgs filmfestival 2009.